# 南海の劫火 (1932年の映画)
『南海の劫火』(なんかいのごうか、Bird of Paradise) は、1932年のアメリカ合衆国のプレコードのロマンティック・アドベンチャー・ドラマ映画。
キング・ヴィダーが監督を務め、ドロレス・デル・リオ、ジョエル・マクリーが主演した。1912年のリチャード・ウォルトン・トゥリーによる戯曲『南海の劫火 (戯曲)』を基にし、RKOラジオ・ピクチャーズが公開した。
1932年の映画公開から28年間、1909年著作権法による著作権法登録の更新をしていなかったため、1960年、パブリックドメインとなった。

## あらすじ
ヨットが太平洋のどこか孤立した熱帯諸島に入っていき、アウトリガーカヌーに乗った多くの島民が沖に出て挨拶する。ヨットでやってきた人々はふざけて数々の物を海に投げ込み、島民たちは飛び込んで拾いにいく。サメがやってきてヨットの乗員も島民もパニックとなる。ジョニー・ベイカー(ジョエル・マクリー)は縄で繋いだ銛でサメを掴まえようとするが、足を滑らせて海に落ち、縄が足首に絡まる。魅力的な島民女性ルアナ(ドロレス・デル・リオ)が潜水し、先ほど投げ込まれていたナイフで縄を切ってジョニーを助ける。
その夜に行なわれた歓迎会でジョニーは若い島民男性たちが儀式で若い娘たちを担ぎ上げるのを見て、同じようにルアナを担ぎ上げると、その父である酋長に止められ非難される。ヨットに戻り、裸で泳ぐルアナを見つけ、ジョニーは服を脱いで飛び込んで一緒に泳ぎ、二人は急速に恋に落ちる。ヨットは島を離れるが、ジョニーは冒険のために島に残る。ジョニーが掴まえられているうちにルアナが連れ去られる。ルアナは近隣の島の王子と婚約させられようとする。ジョニーはなんとかその島に向かう。ルアナは火の輪の中央で踊り、その周囲で島民たちがひざまずく中、ジョニーは火の輪からルアナをさらう。ジョニーとルアナは他の島に駆け落ちする。ジョニーは藁ぶき屋根の家を建てる。しかし甘い時間はルアナの故郷の島の火山が噴火し始め変化していく。ルアナは自分が生贄になることで火山を鎮火することができると語る。ルアナの島の人々はルアナを連れ戻す。ジョニーがルアナを追いかけると、肩を槍で撃たれて負傷し縄で竹に拘束される。島民たちは2人を火山を鎮めるための生贄にしようとするが、ジョニーの仲間たちが戻ってきてヨットに救出される。
ジョニーが肩の傷でうなされている間、仲間たちはルアナの今後について心配する。ルアナはジョニーの住む世界との価値観を思い知る。ジョニーが眠っている間、ルアナの父親が迎えに来る。ルアナは自分の意思で故郷に戻り、島の人々を救うために自ら進んで生贄として火山に身を投げる。

## 登場人物
クレジット順による。
- ルアナ：ドロレス・デル・リオ
- ジョニー・ベイカー：ジョエル・マクリー
- マック：ジョン・ハリデー

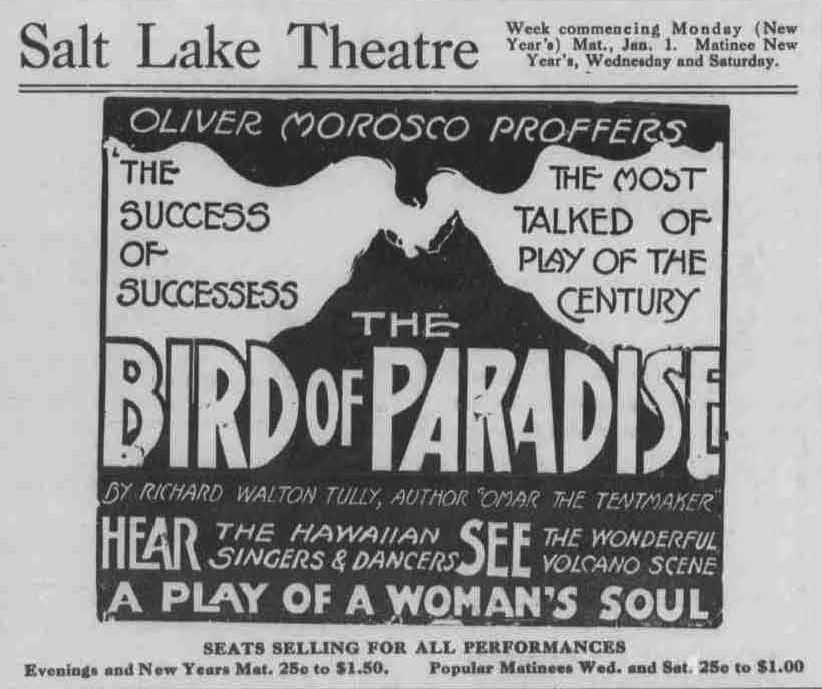
1916年、映画の基になった著名な舞台作品『南海の劫火』の広告

- チェスター：リチャード・スキーツ・ギャラガー
- ヘクター：ベン・ローチ
- ソーントン/クレイトン・チェイニー：ロン・チェイニー・ジュニア[3]
- スキッパー・ジョンソン：ウェイド・ボトラー
- オファロン：レジナルド・シンプソン

## 制作

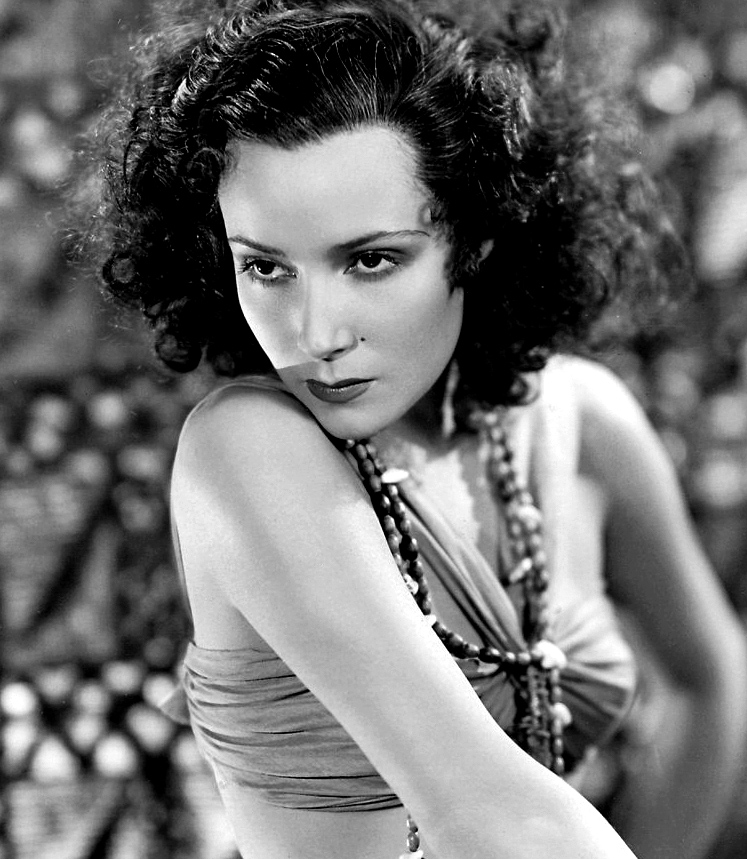
ルアナ役のドロレス・デル・リオ

キング・ヴィダー監督はメトロ・ゴールドウィン・メイヤーと契約していたが、ルイス・B・メイヤーの義理の息子でありRKOのプロデューサーであるデヴィッド・O・セルズニックに貸し出された。監督のヴィダーと作家のウェルズ・ルートが撮影地のハワイに到着すると、台詞が未完成のまま背景の撮影を開始した。出演者であるジョエル・マクリーとドロレス・デル・リオは他の作品の契約のため到着が遅れた。
島民たちのダンスシーンはクレジットは無いがバスビー・バークレーにより振り付けられ、ハリウッドで高評価を得た。
この作品はほぼ最初から最後までオーケストラ曲を使用した初期の映画の1つである。プロデューサーのデヴィッド・O・セルズニックと作曲家のマックス・スタイナーがこの新しい試みをすると、サミュエル・ゴールドウィンのプロデュース、アルフレッド・ニューマンの作曲による『街の風景 (1931年の映画)』など他のスタジオも追随していった。作中度々音楽の無いシーンもあるが、映画の最初から最後まで通して作曲する通作歌曲形式の作曲家として初めてクレジットされたのはスタイナーである。

## 評価

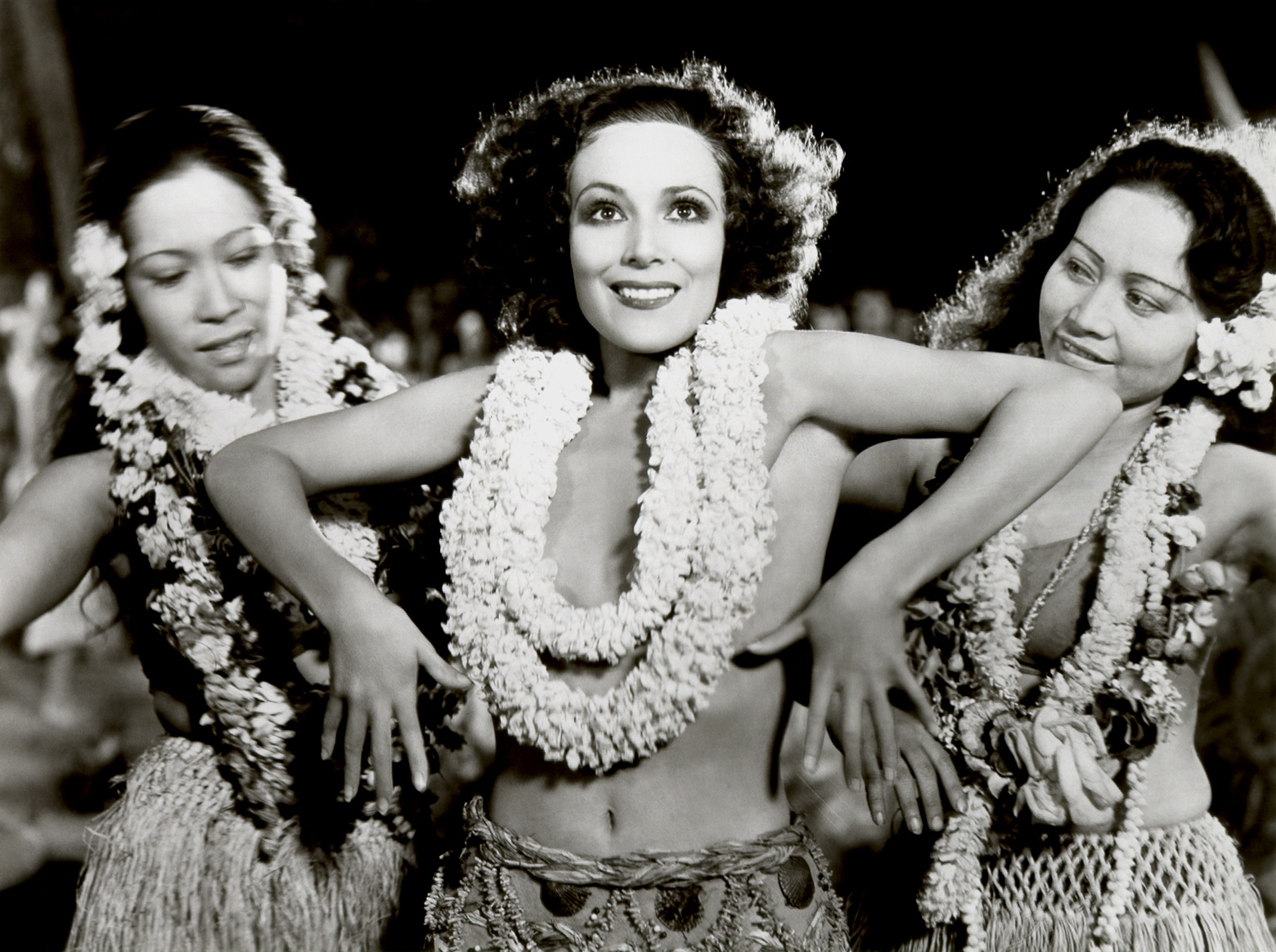
ルアナのダンス

ルアナ役のドロレス・デル・リオが裸で泳ぐシーンが物議を醸した。実際には肌の色に近い水着を着用していた。プロダクション・コードが厳しく施行される前であり、アメリカ映画における短いヌードシーンは存在していた。映画監督のオーソン・ウェルズはデル・リオは非常に性的なシーンを演じたと語った。
2002年、アメリカン・フィルム・インスティチュートより、情熱的な映画ベスト100にノミネートされた。

## 興行収入
製作費よりおよそ$250,000下回ったとされる。

## 主題

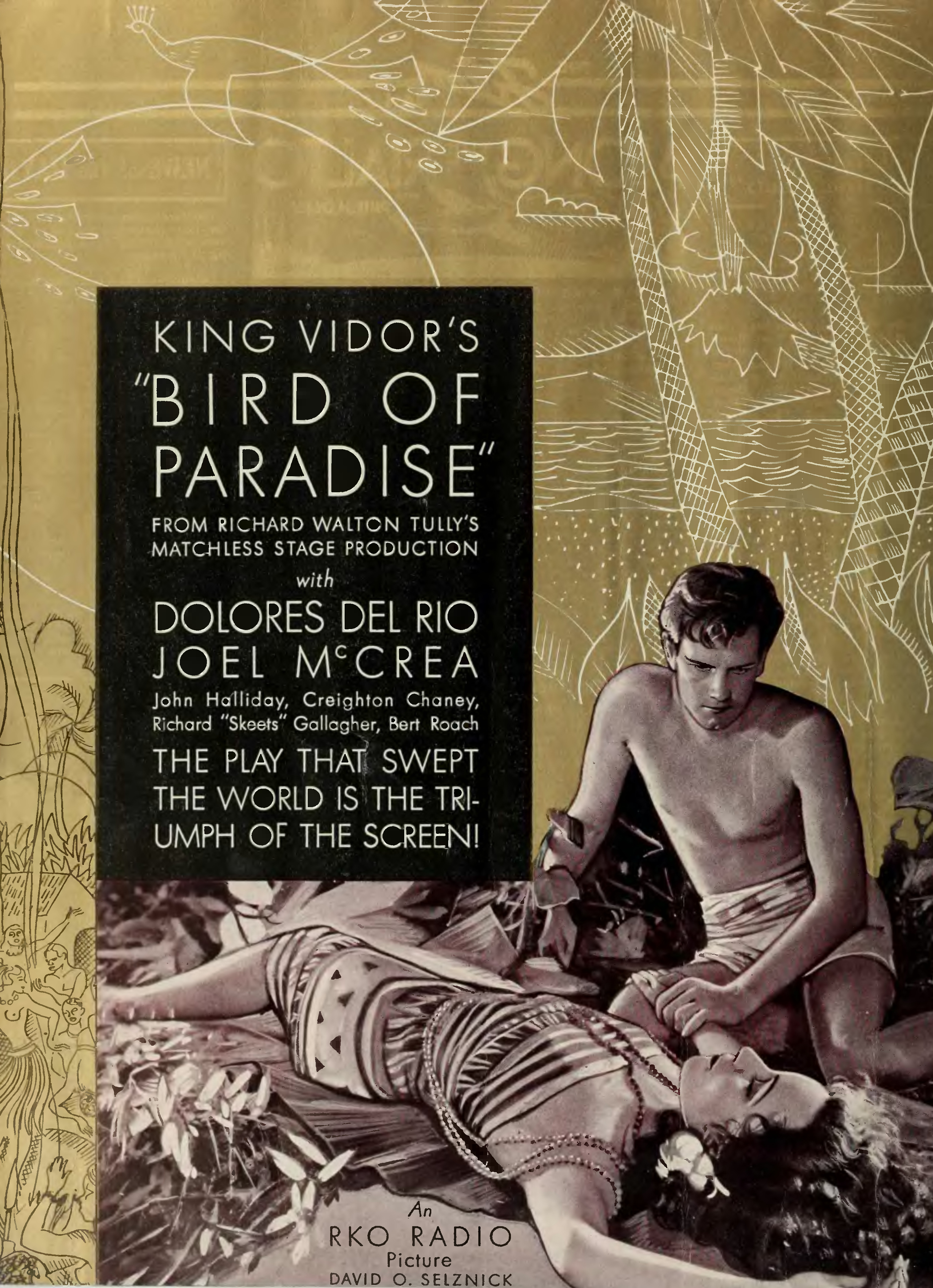
1932年、日刊「フィルム・デイリー」紙に掲載された広告

20世紀初頭にはハワイを含むエキゾチックな熱帯地域はすでに西洋文化が浸透していたにもかかわらず、1930年代初頭、ハリウッドはこれらの地域への関心の高さからエキゾチックな映画が多数制作されていた。このような映画は民俗学的要素の高いF・W・ムルナウおよびロバート・フラハティの『タブウ』からアドベンチャー・シリーズの『ターザン』、『キングコング』まで多岐にわたる。
ヴィダーは現代文明人といわゆる「高貴な野蛮人」の異文化間の悲劇的ロマンスを描いた。性的表現についてはヘイズ・コード施行前であったため、裸で水泳、竹に吊るされた状態でのキス、オレンジ果汁の口移しなどのシーンがあった。
アメリカ人男性とハワイ人女性が異文化を越えて結ばれようとするが、ヴィダー自身は人種差別主義者ではないが異人種間結婚の難しさを表現している。セルズニックは最後の火山に自身を捧げるような悲劇的メロドラマが好みであり、また異人種間カップルの悲劇を皮肉に警告する意味も込めている。